# Équipe de Belgique de football en 1935
Maillots
Chronologie
Saison précédente Saison suivante
C'est sous la houlette d'un nouvel entraîneur que l'équipe de Belgique de football entame l'année en 1935, le Hongrois Jules Turnauer (en), qui avait mené le Lierse à son premier titre de champion en 1932, reprit en effet les rênes de la sélection nationale. Il n'allait cependant par rester longtemps en poste, ni laisser un souvenir impérissable.

## Résumé de la saison
Le règne de Turnauer débute par un déplacement en terre batave pour la première manche de l'habituel double-duel des plats pays, une rencontre qui se solde par une défaite (4-2), sur un triplé de Beb Bakhuys dans le dernier quart d'heure alors que les Belges menaient pourtant au repos (1-2).

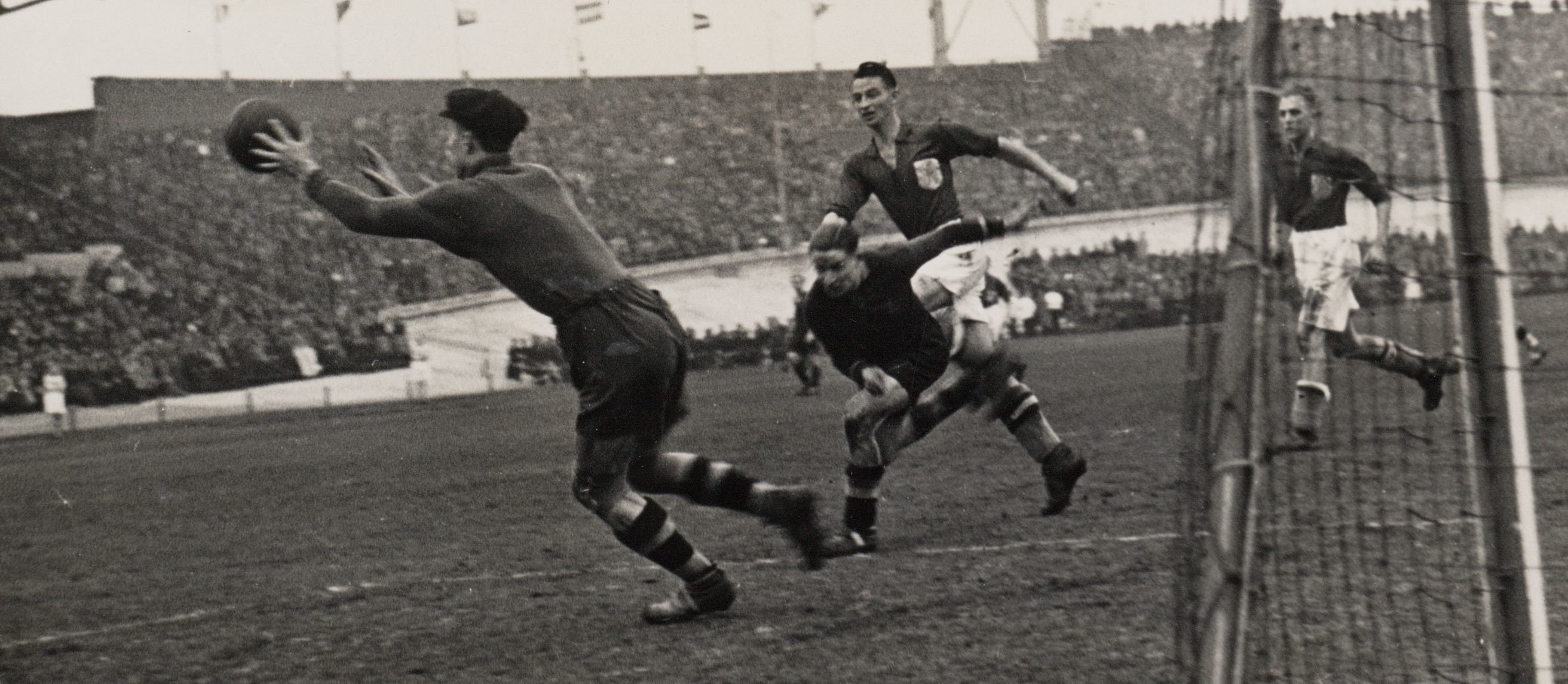
Le gardien de but belge, Arnold Badjou, s'empare du cuir et met fin à une offensive néerlandaise en intervenant devant Beb Bakhuys et Wim Lagendaal lors de la rencontre Pays-Bas-Belgique (4-2), jouée le 31 mars 1935 à Amsterdam.

Deux semaines plus tard, la Belgique partage l'enjeu (1-1) avec la France à l'issue d'une rencontre au parfum de polémique : Étienne Mattler, blessé à la cuisse, fut remplacé juste avant la mi-temps par Jules Vandooren mais les officiels belges protestèrent pendant le repos car la FIFA n'autorisait à l'époque les remplacements que jusqu'à la 40e minute, de ce fait Jules Vandooren dut se retirer et Étienne Mattler fut obligé de revenir sur le terrain pour la seconde période. Raymond Braine fit aussi son grand retour à l'occasion de ce match, à la demande pressante de la fédération qui s'était enfin rendue compte que, afin de sortir de la crise dans laquelle était en train de s'engluer le football belge, il était urgent d'abandonner la réglementation ridicule du footballeur-cafetier professionnel. Après une longue hésitation, Braine accepta d'effectuer de temps à autre le déplacement depuis la Tchécoslovaquie.
Il serait toutefois absent fin avril, à l'occasion d'une défaite cinglante (1-6) face à la Mannschaft à domicile au Heysel qui eut raison de Turnauer, remercié après un séjour aussi bref que discret.
L'entraîneur hongrois fut remplacé par le premier entraîneur qui allait marquer de manière notable l'équipe nationale belge : Jack Butler, ex-international anglais et ancienne gloire d'Arsenal qui allait révolutionner le football au Daring, offrant deux titres consécutifs (1935-36 et 1936-37) au club molenbeekois et qui, surtout, avait importé la fameuse tactique du WM qui faisait fureur à l'époque dans les îles britanniques.
Le Britannique n'allait pas tout de suite imposer sa méthode à ses poulains internationaux mais, après une première défaite à domicile (0-2) face aux Pays-Bas et un nul encourageant (2-2) contre la Suisse, Butler allait recueillir ses premiers lauriers à la suite d'une victoire éclatante (5-1) en fin d'année contre la Suède. Les résultats allaient encore connaître quelques soubresauts l'année suivante mais la Belgique allait signer alors son plus grand exploit qui aurait bien plus de rententissement sur la planète football que sa médaille d'or à Anvers.

## Les matchs
| Match amical                                                  | Pays-Bas                            | 4 - 2   | Belgique                     | Stade olympique Amsterdam, Pays-Bas             |                                                 |
| 31 mars 1935 · 14:30 heure locale · Historique des rencontres | Lagendaal 37e · Bakhuys 75e 80e 85e | (1 – 2) | Van Beeck 16e · Voorhoof 27e | Spectateurs : 33 000 Arbitrage : Bert Fogg (en) | Spectateurs : 33 000 Arbitrage : Bert Fogg (en) |
| 31 mars 1935 · 14:30 heure locale · Historique des rencontres | Rapport                             |         |                              | Spectateurs : 33 000 Arbitrage : Bert Fogg (en) | Spectateurs : 33 000 Arbitrage : Bert Fogg (en) |

| Match amical                                                   | Belgique      | 1 - 1   | France       | Stade du Centenaire Laeken, Belgique                   |                                                        |
| 14 avril 1935 · 15:00 heure locale · Historique des rencontres | Van Beeck 64e | (0 – 1) | Courtois 20e | Spectateurs : 35 000 Arbitrage : Rudolphe Wittwer (hu) | Spectateurs : 35 000 Arbitrage : Rudolphe Wittwer (hu) |
| 14 avril 1935 · 15:00 heure locale · Historique des rencontres | Rapport       |         |              | Spectateurs : 35 000 Arbitrage : Rudolphe Wittwer (hu) | Spectateurs : 35 000 Arbitrage : Rudolphe Wittwer (hu) |

Note : Blessé à la cuisse, Étienne Mattler fut remplacé par Jules Vandooren à la 43e minute mais les officiels belges protestèrent pendant la mi-temps (la FIFA n'autorisant à l'époque les remplacements que jusqu'à la 40e minute) et Étienne Mattler fut obligé de revenir sur le terrain à la reprise et Jules Vandooren de se retirer.
| Match amical                                                   | Belgique       | 1 - 6   | Allemagne                                                     | Stade du Centenaire Laeken, Belgique                  |                                                       |
| 28 avril 1935 · 15:00 heure locale · Historique des rencontres | Isemborghs 1re | (1 – 2) | Fath (de) 2e 75e · Lenz (de) 32e 67e · Damminger (de) 72e 85e | Spectateurs : 35 000 Arbitrage : Johannes van Moorsel | Spectateurs : 35 000 Arbitrage : Johannes van Moorsel |
| 28 avril 1935 · 15:00 heure locale · Historique des rencontres | Rapport        |         |                                                               | Spectateurs : 35 000 Arbitrage : Johannes van Moorsel | Spectateurs : 35 000 Arbitrage : Johannes van Moorsel |

Note : Le but belge fut inscrit après seulement 25 secondes de jeu !
| Match amical                                                 | Belgique | 0 - 2   | Pays-Bas              | Stade du Centenaire Laeken, Belgique            |                                                 |
| 12 mai 1935 · 15:00 heure locale · Historique des rencontres |          | (0 – 1) | Smit 6e · Bakhuys 57e | Spectateurs : 50 000 Arbitrage : Bert Fogg (en) | Spectateurs : 50 000 Arbitrage : Bert Fogg (en) |
| 12 mai 1935 · 15:00 heure locale · Historique des rencontres | Rapport  |         |                       | Spectateurs : 50 000 Arbitrage : Bert Fogg (en) | Spectateurs : 50 000 Arbitrage : Bert Fogg (en) |

| Match amical                                                 | Belgique                          | 2 - 2   | Suisse                           | Stade du Centenaire Laeken, Belgique              |                                                   |
| 30 mai 1935 · 15:00 heure locale · Historique des rencontres | Minelli 54e (csc) · Van Beeck 58e | (0 – 2) | Stijnen 23e (csc) · Kielholz 35e | Spectateurs : 27 000 Arbitrage : Johannes Mutters | Spectateurs : 27 000 Arbitrage : Johannes Mutters |
| 30 mai 1935 · 15:00 heure locale · Historique des rencontres | Rapport                           |         |                                  | Spectateurs : 27 000 Arbitrage : Johannes Mutters | Spectateurs : 27 000 Arbitrage : Johannes Mutters |

| Match amical                                                      | Belgique                                                    | 5 - 1   | Suède            | Stade du Centenaire Laeken, Belgique              |                                                   |
| 17 novembre 1935 · 14:00 heure locale · Historique des rencontres | Van Caelenberghe 15e · Capelle 18e 74e · Isemborghs 57e 80e | (2 – 1) | Nilsson (en) 12e | Spectateurs : 15 000 Arbitrage : Karl Weingärtner | Spectateurs : 15 000 Arbitrage : Karl Weingärtner |
| 17 novembre 1935 · 14:00 heure locale · Historique des rencontres | Rapport                                                     |         |                  | Spectateurs : 15 000 Arbitrage : Karl Weingärtner | Spectateurs : 15 000 Arbitrage : Karl Weingärtner |

## Les joueurs
| Joueurs                  | Joueurs                  | Amical | Amical | Amical | Amical | Amical | Amical |
| ------------------------ | ------------------------ | ------ | ------ | ------ | ------ | ------ | ------ |
| Gardiens de but          |                          |        |        |        |        |        |        |
| Arnold Badjou            | Daring Club de Bruxelles | 90     | 90     | 43e    |        |        |        |
| Frans Christiaens        | K Liersche SK            |        |        | 43e    | 90     | 90     | 90     |
| Défenseurs               |                          |        |        |        |        |        |        |
| Robert Paverick          | Royal Antwerp FC         | 90     | 90     | 90     | 90     | 90     | 90     |
| Philibert Smellinckx     | Union Saint-Gilloise     | 90     | 90     | 90     | 90     | 90     | 90     |
| Milieux                  |                          |        |        |        |        |        |        |
| Pierre Dalem             | Standard de Liège        | 90     | 90     | 90     | 90     | 90     | 90     |
| Émile Stijnen            | R Berchem Sport          | 90     | 90     | 90     | 90     | 90     | 90     |
| Jean Claessens           | Union Saint-Gilloise     | 90     | 90     | 90     | 90     | 20e    | 90     |
| Hadelin Viellevoye       | RFC Bressoux             |        |        |        | 90,    |        |        |
| Alphonse De Winter       | R Beerschot AC           |        |        |        |        | 20e    |        |
| Jean Jamers              | RFC Montegnée            |        |        |        |        |        | 90     |
| Attaquants               |                          |        |        |        |        |        |        |
| François De Vries        | Royal Antwerp FC         | 90     | 90     |        | 90     | 90     |        |
| Bernard Voorhoof         | K Liersche SK            | 90     | 90     | 90     | 90     | 90     | 90     |
| Marius Mondelé           | Daring Club de Bruxelles | 90     |        | 35e    |        | 90     |        |
| Henri Isemborghs         | R Beerschot AC           | 90     | 90     | 90     |        |        | 90     |
| Joseph Van Beeck         | Royal Antwerp FC         | 90     | 90     | 90     |        | 90     |        |
| Raymond Braine           | AC Sparta Prague         |        | 90     |        | 90     |        |        |
| Jacques Van Caelenberghe | Union Saint-Gilloise     |        |        | 90     | 90     |        | 90     |
| Jean Capelle             | Standard de Liège        |        |        | 35e    |        |        | 90     |
| Guillaume Ulens          | Royal Antwerp FC         |        |        |        |        | 90,    |        |

1. 1 2 3 4 5 6 7 8 9 10  Première sélection officielle pour le joueur.
2. 1 2 3  Dernière sélection officielle pour le joueur.
3. 1 2 3  Premier but officiel pour le joueur.

## Sources